# Шовире ле Шател
Шовире ле Шател (фр. Chauvirey-le-Châtel) насеље је и општина у источној Француској у региону Франш-Конте, у департману Горња Саона која припада префектури Везул.
По подацима из 2011. године у општини је живело 117 становника, а густина насељености је износила 9,95 становника/km². Општина се простире на површини од 11,76 km². Налази се на средњој надморској висини од 273 метара (максималној 372 m, а минималној 238 m).

## Демографија
| 1962. | 1968. | 1975. | 1982. | 1990. | 1999. | 2011. |
| ----- | ----- | ----- | ----- | ----- | ----- | ----- |
| 151   | 182   | 200   | 194   | 150   | 149   | 117   |

График промене броја становника у току последњих година